# Hroznýš královský
Hroznýš královský (Boa constrictor) je had z čeledi hroznýšovitých vyskytující se ve Střední, Jižní Americe a na některých karibských ostrovech. V současnosti je známo několik jednotlivých poddruhů, které se liší zbarvením a velikostí.

## Popis
Charakteristickým znakem je silná, trojúhelníková hlava, výrazně oddělená od mohutného těla. Zbarvení hroznýšů královských sahá od červenohnědé přes červenošedou, až po žlutavé, oranžové, nebo tmavohnědé odstíny. Kresba na zádech je tvořena tmavými a světlými skvrnami, které mohou mít směrem k ocasu barvu oranžovo-červenou. Od špičky tlamy až ke krku se táhne tmavý pruh, na břišní straně je zbarvení tmavě krémové. Samice bývají větší než samci. Hroznýš královský dorůstá v zajetí do 2,5–3 metrů, v divoké přírodě ale až 4 metrů, přičemž samice mohou vážit i 10–15 kilogramů.
Žije na zemi i na stromech v nejrůznějších prostředích. V oblastech s horkým a suchým létem estivuje. Je dobrým plavcem.

## Rozmnožování
Hroznýš královský je vejcoživorodý. Mláďata jsou 35–60 cm dlouhá. V jedné snůšce jich může být až 50. Krátce po porodu jsou soběstačná. Samice mají také schopnost partenogeneze.

## Chov v zajetí
Nejvhodnější je terárium s různými teplotami s nejchladnějším koutem někde na zemi, s teplotou kolem 22 °C, další místa by měla mít možnost vyhřátí až na 35 °C. Vhodné je mírné snížení teploty v noci o 3–8 °C. Teplota by však neměla klesnout pod 20 °C. Velikost terária volíme úměrnou velikosti chovaného hada, pro dospělého jedince by však nemělo být menší, než 180 × 90 × 90 cm.
Odchov hroznýše královského v teráriu je dnes již vcelku běžnou záležitostí. V přírodě se páří převážně na jaře, v zajetí však dobu páření ovlivňují určité specifické, chovatelské podmínky a tak se v teráriích začínají většinou pářit už na podzim. Živě narozená, asi 40 cm dlouhá mláďata (bývá jich podle velikosti a stáří samice od 10–50 ks), narozená po zhruba 120–200denní březosti, jsou velice krásná a roztomilá. Do čtrnácti dnů po narození se zpravidla poprvé svlékají a začínají lovit malé myši.

## Potrava
Potravu volíme úměrně k velikosti mláďat, z myší na potkany můžeme přejít již před dosažením jednoho metru délky.
S potravou nebývají většinou problémy. Hroznýši královští jsou velice žraví a musí se spíše usměrňovat kvůli obezitě, ke které mají (tak jako i někteří jiní hroznýšovití) sklony. Podle velikosti dáváme malé, až středně velké myši a potkany, také holuby, nebo kuřata. Někteří jedinci upřednostňují převážně ptáky před savci a s chutí přijímají hlavně malá kuřata. Kořist zabíjejí tak jako všichni škrtiči zardoušením, a polykají ji od hlavy a vcelku a pak ji celou řadu dní tráví. Díky speciálně uzpůsobeným čelistem dokážou široce roztáhnout tlamu. Pozřou-li opravdu veliké sousto, například celou kapybaru, je pohlcený živočich jasně patrný jako hrbol postupně se pohybující v těle hada.